# Gerald Meerschaert
Gerald Edward Meerschaert III (Racine, 18 de dezembro de 1987) é um lutador de artes marciais mistas americano. Compete no Ultimate Fighting Championship (UFC) na categoria de peso médio.

## Início
Meerschaert nasceu em Racine, Wisconsin. Ele treinou taekwondo quando era criança. Começou a tocar o saxofone na quinta série e tocou durante todo seu período na escola, onde estudava na Walden III Middle and High School. Meerschaert logo estudou música na universidade, na esperança de se tornar um professor de música, antes de decidir se tornar lutador de MMA após assistir à algumas lutas na TV.

## Carreira no MMA

### Ultimate Fighting Championship
Após 10 anos de carreira no MMA e com 32 lutas profissionais, Meerschaert foi contratado pelo UFC. Ele fez sua estreia em 9 de Dezembro de 2016 no UFC Fight Night: Lewis vs. Abdurakhimov enfrentando Joe Gigliotti.  Meerschaert finalizou Gigliotti com uma anaconda no primeiro round e ganhou o bônus de “Performance da Noite”.
Meerschaert voltou ao octógono em 19 de fevereiro de 2017 no UFC Fight Night: Lewis vs. Browne contra Ryan Janes.  Ele venceu por finalização no primeiro round.
Meerschaert enfrentou Thiago Santos em 8 de Julho de 2017 no UFC 213: Romero vs. Whittaker.  Ele perdeu por nocaute técnico no segundo round.
Meerschaert enfrentou Eric Spicely 1 de Dezembro de 2017 no The Ultimate Fighter 26 Finale. Ele venceu por nocaute técnico no segundo round. Esta vitória lhe rendeu um bônus de Performance da Noite.
Meerschaert enfrentou Oskar Piechota em 6 de Julho de 2018 no The Ultimate Fighter 27 Finale. Ele venceu por finalização no segundo round.
Meerschaert enfrentou Jack Hermansson em 15 de Dezembro de 2018 no UFC on Fox: Lee vs. Iaquinta II. Ele perdeu por finalização no segundo round.
Meerschaert enfrentou Kevin Holland em 30 de março de 2019 no UFC on ESPN: Barboza vs. Gaethje. Ele perdeu por decisão dividida.
Meerschaert enfrentou Trevin Giles em 3 de Agosto de 2019 no UFC on ESPN: Covington vs. Lawler. Ele venceu por finalização no terceiro round.
Meerschaert enfrentou Eryk Anders em 12 de Outubro de 2019 no UFC Fight Night: Joanna vs. Waterson. Ele perdeu por decisão dividida.
Meerschaert enfrentou Deron Winn em 7 de março de 2020 no UFC 248: Adesanya vs. Romero. Ele venceu por finalização no terceiro round.

## Cartel no MMA
| Cartel no MMA   |             |             |
| 48 lutas        | 34 vitórias | 14 derrotas |
| Por nocaute     | 6           | 3           |
| Por finalização | 26          | 8           |
| Por decisão     | 2           | 3           |

| Res.    | Cartel | Oponente         | Método                                 | Evento                                              | Data       | Round | Tempo | Local                      | Notas                                 |
| ------- | ------ | ---------------- | -------------------------------------- | --------------------------------------------------- | ---------- | ----- | ----- | -------------------------- | ------------------------------------- |
| Vitória | 34-14  | Dustin Stoltzfus | Finalização (mata leão)                | UFC Fight Night: Lewis vs. Daukaus                  | 18/12/2021 | 3     | 2:59  | Las Vegas, Nevada          |                                       |
| Vitória | 33-14  | Makhmud Muradov  | Finalização (mata leão)                | UFC on ESPN: Barboza vs. Chikadze                   | 28/08/2021 | 2     | 1:49  | Las Vegas, Nevada          | Performance da Noite.                 |
| Vitória | 32-14  | Bartosz Fabiński | Finalização Técnica (guilhotina)       | UFC on ESPN: Whittaker vs. Gastelum                 | 17/04/2021 | 1     | 2:00  | Las Vegas, Nevada          | Performance da Noite.                 |
| Derrota | 31-14  | Khamzat Chimaev  | Nocaute (soco)                         | UFC Fight Night: Covington vs. Woodley              | 19/09/2020 | 1     | 0:17  | Las Vegas, Nevada          |                                       |
| Derrota | 31-13  | Ian Heinisch     | Nocaute Técnico (socos)                | UFC 250: Nunes vs. Spencer                          | 06/06/2020 | 1     | 1:14  | Las Vegas, Nevada          |                                       |
| Vitória | 31-12  | Deron Winn       | Finalização (mata leão)                | UFC 248: Adesanya vs. Romero                        | 07/03/2020 | 3     | 2:14  | Las Vegas, Nevada          |                                       |
| Derrota | 30-12  | Eryk Anders      | Decisão (dividida)                     | UFC Fight Night: Joanna vs. Waterson                | 12/10/2019 | 3     | 5:00  | Tampa, Flórida             |                                       |
| Vitória | 30-11  | Trevin Giles     | Finalização (guilhotina)               | UFC on ESPN: Covington vs. Lawler                   | 03/08/2019 | 3     | 1:49  | Newark, New Jersey         |                                       |
| Derrota | 29-11  | Kevin Holland    | Decisão (dividida)                     | UFC on ESPN: Barboza vs. Gaethje                    | 30/03/2019 | 3     | 5:00  | Filadélfia, Pensilvânia    |                                       |
| Derrota | 29-10  | Jack Hermansson  | Finalização (guilhotina)               | UFC on Fox: Lee vs. Iaquinta II                     | 15/12/2018 | 1     | 4:25  | Milwaukee, Wisconsin       |                                       |
| Vitória | 29-9   | Oskar Piechota   | Finalização (mata leão)                | The Ultimate Fighter: Undefeated Finale             | 06/07/2018 | 2     | 4:55  | Las Vegas, Nevada          |                                       |
| Vitória | 28-9   | Eric Spicely     | Nocaute Técnico (chute no corpo)       | The Ultimate Fighter: A New World Champion Finale   | 01/12/2017 | 2     | 2:18  | Las Vegas, Nevada          | Performance da Noite.                 |
| Derrota | 27-9   | Thiago Santos    | Nocaute Técnico (socos)                | UFC 213: Romero vs. Whittaker                       | 08/07/2017 | 2     | 2:04  | Las Vegas, Nevada          |                                       |
| Vitória | 27-8   | Ryan Janes       | Finalização (chave de braço)           | UFC Fight Night: Lewis vs. Browne                   | 19/02/2017 | 1     | 1:34  | Halifax                    |                                       |
| Vitória | 26-8   | Joe Gigliotti    | Finalização (estrangulamento anaconda) | UFC Fight Night: Lewis vs. Abdurakhimov             | 09/12/2016 | 1     | 4:12  | Albany, Nova York          | Estreia no UFC; Performance da Noite. |
| Vitória | 25-8   | Chase Waldon     | Finalização (triângulo de mão)         | RFA 45 - Meerschaert vs. Waldon                     | 26/10/2016 | 1     | 1:44  | Prior Lake, Minnesota      | Ganhou o Cinturão Peso Médio do RFA.  |
| Vitória | 24-8   | Sidney Wheeler   | Finalização (kimura)                   | Valor Fights 36                                     | 13/08/2016 | 1     | 1:22  | Gatlinburg, Tennessee      |                                       |
| Vitória | 23-8   | Lucas Rota       | Nocaute Técnico (interrupção médica)   | Titan FC 34                                         | 18/07/2015 | 3     | 0:50  | Kansas City, Missouri      |                                       |
| Vitória | 22-8   | Keith Smetana    | Nocaute Técnico (socos)                | 4BC: Capital City Punishment                        | 27/06/2015 | 1     | 1:51  | Bismarck, Dakota do Norte  |                                       |
| Vitória | 21-8   | Matt Lagou       | Finalização (triângulo de mão)         | KOTC: Magnum Force                                  | 27/09/2014 | 1     | 1:26  | Carlton, Minnesota         |                                       |
| Derrota | 20-8   | Sam Alvey        | Decisão (unânime)                      | North American Fighting Championship                | 31/05/2014 | 3     | 5:00  | Milwaukee, Wisconsin       |                                       |
| Vitória | 20-7   | Eddie Larrea     | Finalização (triângulo de mão)         | North American Fighting Championship: Super Brawl 2 | 31/01/2014 | 2     | 1:05  | Milwaukee, Wisconsin       | Volta aos Médios.                     |
| Vitória | 19-7   | Nathan Gunn      | Finalização (guilhotina)               | Canadian Fighting Championship 8                    | 13/09/2013 | 2     | 2:00  | Winnipeg                   | Peso Casado (180 lbs).                |
| Vitória | 18-7   | George Lockhart  | Decisão (unânime)                      | National Fighting Championship 58                   | 19/07/2013 | 3     | 5:00  | Duluth, Geórgia            | Peso casado (180 lbs).                |
| Vitória | 17-7   | Jay Ellis        | Nocaute Técnico (socos)                | KOTC: Certified                                     | 20/04/2013 | 1     | 1:03  | Keshena, Wisconsin         |                                       |
| Derrota | 16-7   | Anthony Lapsley  | Finalização (mata leão)                | Rocktagon MMA Elite Series 23                       | 19/01/2013 | 1     | 1:15  | Cleveland, Ohio            | Peso Casado (175 lbs).                |
| Derrota | 16-6   | Sergej Juskevic  | Finalização (chave de joelho)          | Score Fighting Series 6                             | 19/10/2012 | 1     | 4:32  | Sarnia, Ontario            |                                       |
| Vitória | 16-5   | Eddie Larrea     | Finalização (mata leão)                | Rogue Warrior Championships 3                       | 06/09/2012 | 1     | 3:35  | Green Bay, Wisconsin       |                                       |
| Derrota | 15-5   | Herbert Goodman  | Finalização (mata leão)                | Combat USA: Wisconsin State Finals                  | 22/04/2011 | 1     | 1:28  | Green Bay, Wisconsin       |                                       |
| Vitória | 15-4   | Dallas O'Malley  | Finalização (guilhotina)               | Combat USA 24                                       | 06/01/2011 | 2     | 0:38  | Green Bay, Wisconsin       |                                       |
| Vitória | 14-4   | Sam Alvey        | Finalização (guilhotina)               | Combat USA: Championship Tournament Finals          | 11/09/2010 | 5     | 4:08  | Green Bay, Wisconsin       |                                       |
| Vitória | 13-4   | Ron Faircloth    | Finalização (mata leão)                | Madtown Throwdown Worlds Collide                    | 10/07/2010 | 2     | 3:34  | Madison, Wisconsin         |                                       |
| Vitória | 12-4   | Jim Klimczyk     | Nocaute Técnico (socos)                | Combat USA - 19                                     | 17/04/2010 | 1     | 2:56  | Wausau, Wisconsin          |                                       |
| Vitória | 11-4   | Eddie Larrea     | Finalização (triângulo de mão)         | Extreme Cagefighting Organization 4                 | 20/03/2010 | 2     | 0:52  | Wisconsin Dells, Wisconsin |                                       |
| Vitória | 10-4   | Morrison Lamb    | Finalização (guilhotina)               | Racine Fight Night 5                                | 28/11/2009 | 1     | 1:02  | Racine, Wisconsin          |                                       |
| Vitória | 9-4    | Jacob Kuester    | Finalização (mata leão)                | Gladiators Cage Fighting: Fair Warning              | 15/08/2009 | 1     | 1:14  | Milwaukee, Wisconsin       |                                       |
| Derrota | 8-4    | Kenny Robertson  | Finalização (chave de joelho)          | Madtown Throwdown 19                                | 02/05/2009 | 1     | 3:15  | Madison, Wisconsin         |                                       |
| Derrota | 8-3    | Curtis Bailey    | Finalização (guilhotina)               | Madtown Throwdown 17                                | 10/10/2008 | 1     | 1:19  | Madison, Wisconsin         |                                       |
| Vitória | 8-2    | Mike Vaughn      | Finalização (mata leão)                | Madtown Throwdown 16                                | 25/07/2008 | 2     | 1:04  | Madison, Wisconsin         |                                       |
| Vitória | 7-2    | Ryan Scheeper    | Finalização (chave de braço)           | Freestyle Combat Challenge 35                       | 03/05/2008 | 1     | 0:40  | Racine, Wisconsin          |                                       |
| Vitória | 6-2    | Alex Carter      | Finalização (triângulo)                | Freestyle Combat Challenge 34                       | 29/03/2008 | 2     | 4:52  | Kenosha, Wisconsin         |                                       |
| Vitória | 5-2    | Caleb Krull      | Decisão (unânime)                      | Freestyle Combat Challenge 33                       | 23/02/2008 | 3     | 3:00  | Kenosha, Wisconsin         |                                       |
| Vitória | 4-2    | Kenneth Allen    | Finalização (triângulo)                | Freestyle Combat Challenge 32                       | 12/01/2008 | 1     | 1:12  | Kenosha, Wisconsin         |                                       |
| Derrota | 3-2    | Daisuke Hanazawa | Finalização (kimura)                   | Freestyle Combat Challenge 29                       | 11/08/2007 | 1     | 2:08  | Racine, Wisconsin          |                                       |
| Vitória | 3-1    | Will Pace        | Finalização (mata leão)                | Freestyle Combat Challenge 28                       | 19/05/2007 | 1     | 3:36  | Racine, Wisconsin          |                                       |
| Vitória | 2-1    | Shane Kruchten   | Nocaute Técnico (socos)                | Freestyle Combat Challenge 27                       | 12/05/2007 | 2     | 0:56  | Waukegan, Illinois         |                                       |
| Derrota | 1-1    | Jay Ellis        | Finalização (mata leão)                | Freestyle Combat Challenge 26                       | 10/03/2007 | 1     | 1:42  | Kenosha, Wisconsin         |                                       |
| Vitória | 1-0    | Fernando Gomez   | Finalização (mata leão)                | Freestyle Combat Challenge 25                       | 13/01/2007 | 1     | N/A   | Kenosha, Wisconsin         |                                       |